# Белогрудый хирург
Белогрудый хирург (лат. Acanthurus leucosternon) — морская лучепёрая рыба семейства хирурговых.

## Описание
Длина тела до 54 см. Как у всех рыб-хирургов тело у белогрудого хирурга уплощённое с боков. Боковые стороны тела ярко окрашены в ярко-синий цвет, спинной плавник жёлтый. Анальный, хвостовой и брюшные плавники голубоватого цвета. Голова чёрного цвета. На груди белое пятно.

## Распространение
Обитает в Индийском океане от побережья Кении до Южной Африки, у побережья Мальдив и Сейшельских островов до Индонезии.

## Питание
Стайная рыба, как и многие другие рыбы-хирурги, питается водорослями.

## Разное
IT-корпорация Atos S.A. использует в качестве логотипа стилизованное изображение белогрудого хирурга.